# Tarsius pelengensis
Tarsius pelengensis là một loài động vật có vú trong họ Tarsiidae, bộ Linh trưởng. Loài này được Sody mô tả năm 1949.

## Hình ảnh

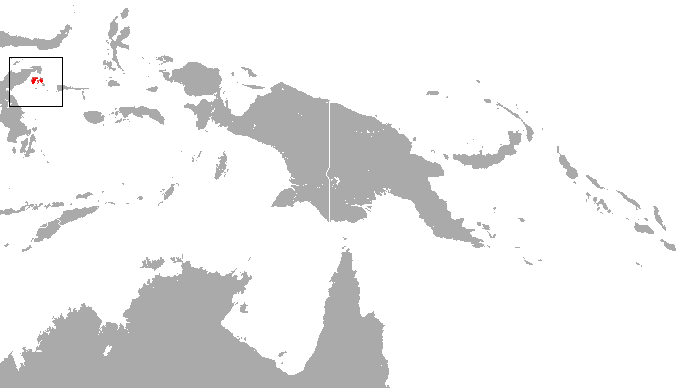